# 渦巻く都会
『渦巻く都会』（うずまくとかい、The Power of the Press）は、1928年に制作されたアメリカ合衆国のサイレントのドラマ映画で、フランク・キャプラが監督し、主演はダグラス・フェアバンクス・ジュニアが大志を抱いた新聞記者を、ジョビナ・ラルストンが、殺人の嫌疑をかけられた若い女性を演じた。
この作品は、2005年に、「文化的、歴史的、ないし審美的に重要である (culturally, historically, or aesthetically significant)」として、アメリカ議会図書館によってアメリカ国立フィルム登録簿に登録された。
原題『The Power of the Press』は、「新聞の力」といった意味。1943年、コロンビア・ピクチャーズは、原題を流用し、はじめの「The」を省いただけの『Power of the Press』という、やはり新聞社を舞台にした映画を制作したが、内容はまったく異なっており、リメイクではない。

## あらすじ
若い新聞記者クレム・ロジャースは、検事が殺害された事件の取材に当たることになった。彼が事件現場である検事宅に赴くと、市長候補アットウィルの娘ジェーンが窓から出てきた。彼女に殺人の嫌疑がかかるが、やがてこの一件は、もう一人の市長候補ブレークの計略だったことがわかる。...

## キャスト
- ダグラス・フェアバンクス・ジュニア - Clem Rogers
- ジョビナ・ラルストン - Jane Atwill
- ミルドレッド・ハリス - Marie Weston
- フィロ・マッカロー（英語版） - Robert Blake
- ウィーラー・オークマン - Van
- ロバート・エディソン - City Editor
- エドワード・デイヴィス (Edward Davis) - Mr. John Atwill
- デル・ヘンダーソン（英語版） - Bill Johnson
- チャールズ・クラリー（英語版） - District Attorney Nye
- スポティスウッド・エイトキン（英語版） - Sports Writer
- フランク・マニング (Frank Manning) - Detective